# Irina Ionescu
Irina Ionescu (z domu Brandis, ur. 9 sierpnia 1973) – rumuńska szachistka, do 1992 r. reprezentantka Związku Radzieckiego, w 1992 i 1993 – Mołdawii, arcymistrzyni od 2001 roku. W czasie swojej kariery występowała również pod nazwiskiem Ionescu-Brandis.

## Kariera szachowa
Od połowy lat 90. XX wieku należała do czołówki rumuńskich szachistek. Wielokrotnie startowała w finałach indywidualnych mistrzostw Rumunii, największy sukces odnosząc w 2002 r., kiedy to zdobyła złoty medal. Oprócz tego, w latach 1996 i 1997 dwukrotnie zdobyła medale srebrne. Była również reprezentantką kraju na szachowej olimpiadzie (Stambuł 2000) oraz dwukrotnie na drużynowych mistrzostwach Europy (León 2001, Płowdiw 2003), w 2001 r. zdobywając brązowy medal za indywidualny wynik na III szachownicy.
Do sukcesów Iriny Ionescu w turniejach międzynarodowych należą m.in. dwukrotnie I m. w Bukareszcie (1997, 2000) oraz dwukrotnie II m. w tym mieście (1994, 1998; w obu przypadkach za Anną Zatonskih), dz. II m. w Belfort (2002, za Natašą Bojković, wspólnie z Marią Leconte) oraz dz. II m. w Wracy (2007, otwarte mistrzostwa Bułgarii, za Pawliną Czilingirową, wspólnie z Angelą Dragomirescu).
Najwyższy ranking w karierze osiągnęła 1 kwietnia 2003 r., z wynikiem 2366 punktów zajmowała wówczas 4. miejsce wśród rumuńskich szachistek.